# 尼尔·罗杰斯 (音乐家)
小尼尔·格雷戈里·罗杰斯（英語：Nile Gregory Rodgers Jr.；1952年9月19日—）， 美国吉他手、词曲作者和唱片制作人。他的節奏吉他演奏風格獨特而且有着極強的律動感，被視為當代最重要的迪斯科-放克吉他手之一。
罗杰斯是摇滚名人堂和歌曲作者名人堂的入选者。作为迪斯科乐队Chic创始人，他创作、制作和演唱的唱片在全球售出超过5亿张专辑和7500万张单曲，获得过六项格莱美奖，包括格莱美终身成就奖/特别功绩奖。罗杰斯以其摇摆吉他风格而闻名，2014年滚石杂志写道：“尼尔·罗杰斯的职业生涯的全部范围仍然难以捉摸”。2023年，滚石杂志将罗杰斯列为有史以来最伟大的250位吉他手的第7位，并写道：“有‘影响力’，有‘巨大影响力’，然后就是尼尔·罗杰斯......一个永不放慢脚步的真正创新者，他仍然在用他的吉他创造历史。”
罗杰斯于1972年与贝斯手伯纳德·爱德华兹组成Big Apple Band，并于1977年发行了首张同名专辑，其中包括热门单曲Dance, Dance, Dance (Yowsah, Yowsah, Yowsah)和Everybody Dance，1978年的专辑C'est Chic收录了I Want Your Love和Le Freak，其中Le Freak的全球销量超过700万张。
2014年，他凭借为蠢朋克的超时空记忆专辑的制作而获得了三项格莱美奖。